# Estación Blas Durañona
Blas Durañona era el nombre que recibía una estación de ferrocarril ubicada en el paraje rural del mismo nombre, partido de Veinticinco de Mayo, provincia de Buenos Aires, Argentina.

## Servicios
La estación era intermedia del otrora Ferrocarril Provincial de Buenos Aires para los servicios interurbanos y también de carga desde La Plata hacia Mira Pampa y Pehuajó. No opera servicios desde 1961.